# Polysarca gussakovskiji
Polysarca gussakovskiji är en tvåvingeart som beskrevs av Paramonov 1937. Polysarca gussakovskiji ingår i släktet Polysarca och familjen rovflugor. Inga underarter finns listade i Catalogue of Life.